# Обърн
Вижте пояснителната страница за други значения на Обърн.
Обърн (на английски: Auburn, [ˈɔːbə(ɹ)n]) е град в югоизточната част на Съединените американски щати, част от окръг Лий на щата Алабама. Населението му е около 53 000 души (2010).
Разположен е на 214 метра надморска височина в югозападния край на платото Пидмънт, на 39 километра западно от границата с Джорджия и на 77 километра североизточно от Монтгомъри. Селището е основано през 1836 година от преселници от Джорджия върху дотогавашни земи на индианската група мускоги. Разраства се около основания през 1859 година Обърнски университет, който и днес играе основна роля в икономиката на града.